# Tethygonium quadricuspis
Tethygonium quadricuspis är en kräftdjursart som beskrevs av Just och Wilson 2007. Tethygonium quadricuspis ingår i släktet Tethygonium och familjen Paramunnidae.
Artens utbredningsområde är Bassundet. Inga underarter finns listade i Catalogue of Life.